# Anita Rho
Anita Anselmina Rho (Venezia, 2 settembre 1906 – Pecetto Torinese, 21 gennaio 1980) è stata una traduttrice, germanista e antifascista italiana.

## Biografia
Nacque a Venezia perché il padre Filippo Rho, generale della Marina, vi si trovava per ragioni di servizio. Grazie alla madre Silvia e alla zia, Barbara Allason, anch'ella traduttrice, apprese la lingua tedesca, di cui migliorò la padronanza vivendo a Budapest e Bratislava (1919-1922). Trasferitasi a Torino con la famiglia nel 1931, iniziò a collaborare con l'editore Carlo Frassinelli grazie a Franco Antonicelli, traducendo autori della letteratura tedesca per la collana "Biblioteca europea". 
A Torino visse nella casa della zia, Barbara Allason: tale dimora divenne, più avanti, punto di ritrovo per intellettuali antifascisti come Leone Ginzburg, Giuliana Segre e Benedetto Croce. Allason e Rho parteciparono attivamente alla Resistenza, distribuendo materiali di propaganda antifascista: per questo furono arrestate nel 1934. 
Anita Rho si occupò lungamente, anche dopo il termine della Seconda guerra mondiale, della traduzione di scrittori di lingua tedesca, concentrandosi prevalentemente sulle opere di Musil e Kafka, e sui testi di Ibsen.

## Opere

### Traduzioni
- Franz Kafka, Il messaggio dell'imperatore, Torino, Frassinelli, 1935
- Frank Thiess, Tempeste di primavera, Torino, Frassinelli, 1939
- Hans Carossa, Diario di guerra, Milano, Sperling & Kupfer, 1941
- Paula von Preradović, Pave e Piero, Torino, Frassinelli, 1942
- Hans Carossa, L'annata dei cari inganni, Milano, Mondadori, 1944
- Richard Llewellyn, Com'era verde la mia vallata, Milano, Mondadori, 1945
- Stefan Zweig, Leggende; Il candelabro sepolto; Gli occhi dell'eterno fratello; Rachele contende con Dio; La leggenda della terza colomba, Milano, Sperling & Kupfer, 1937
- Richard Livingstone, Compiti dell'educazione, Firenze, La Nuova Italia, 1950
- Anna Seghers, I sette della miniera, Torino, Einaudi, 1950
- Thomas Mann, I Buddenbrook, Torino, Einaudi, 1952
- Thomas Mann, La morte a Venezia, Torino, Einaudi, 1954
- Franz Kafka, Il castello, Milano, Mondadori, 1955
- Robert Musil, L'uomo senza qualità, Torino, Einaudi, 1956
- Henrik Ibsen, I drammi di Ibsen, Torino, Einaudi, 1959
- Henrik Ibsen, Peer Gynt, Torino, Einaudi, 1959
- Henrik Ibsen, Gli spettri, Torino, Einaudi, 1959
- Henrik Ibsen, I drammi, Torino, Einaudi, 1959 (2 voll.)
- Franz Kafka, Lettera al padre, Milano, Il saggiatore, 1959
- Robert Musil, I turbamenti del giovane Törless, Torino, Einaudi, 1959
- Franz Kafka, Confessioni e immagini, Milano, Mondadori, 1960 (con Italo Alighiero Chiusano e Gisella Tarizzo)
- Robert Musil, Tre donne, Torino, Einaudi, 1960
- Henrik Ibsen, L'anitra selvatica, Torino, Einaudi, 1963
- Henrik Ibsen, Casa di bambola, Torino, Einaudi, 1963
- Robert Musil, I fanatici, Torino, Einaudi, 1964
- László Németh, Una vita coniugale, Torino, Eunaidi, 1965
- Thomas Mann, Tonio Kröger, Torino, Einaudi, 1967
- Robert Musil, Pagine postume pubblicate in vita, Torino, Einaudi, 1970
- Thomas Mann, Altezza reale, Torino, Einaudi, 1972
- Henrik Ibsen, La donna del mare, Torino, Einaudi, 1973
- Franz Kafka, La metamorfosi, Milano, Rizzoli, 1975
- Johann Wolfgang von Goethe, Wilhelm Meister: gli anni dell'apprendistato, Milano, Adelphi, 1976 (con Emilio Castellani)
- Franz Zeise, L'Armada, Palermo, Sellerio, 1977
- Heimito von Doderer, I demoni: dalla cronaca del caposezione Geyrenhoff, Torino, Einaudi, 1979 (3 voll.; con Clara Bovero e Laura Mancinelli)
- Robert Musil, Incontri: due racconti (1911), Torino, Einaudi, 1980